# Przejście graniczne Hrebenne-Rawa Ruska (drogowe)
Przejście graniczne Hrebenne-Rawa Ruska – polsko-ukraińskie drogowe przejście graniczne położone w województwie lubelskim, w powiecie tomaszowskim, w gminie Lubycza Królewska w miejscowości Hrebenne.

## Opis
Przejście graniczne Hrebenne-Rawa Ruska z miejscem odprawy granicznej po stronie polskiej w miejscowości Hrebenne zostało uruchomione w 1991. Czynne jest przez całą dobę. Dopuszczony jest ruch osobowy, towarowy bez ograniczeń i mały ruch graniczny. Zakres prowadzonej kontroli: graniczna, celna, weterynaryjna, fitosanitarna, sanitarna, kontrola jakości handlowej artykułów rolno–spożywczych.
W 2004 rozpoczęła się modernizacja przejścia granicznego, która po stronie polskiej zakończyła się 26 lutego 2007, a trwa nadal przebudowa ukraińskiej części.
Do przejścia granicznego dochodzą polska droga krajowa nr 17 (w przyszłości droga ekspresowa S17) i ukraińska droga międzynarodowa M09, pokrywające się z przebiegiem trasy europejskiej E372.

### Podmioty odpowiedzialne
Stan z 2 lutego 2016
Podmioty odpowiedzialne za dokonywanie kontroli osób, towarów i pojazdów przekraczających granicę:
- Kontrola graniczna: Placówka Straży Granicznej w Hrebennem[a][7]
- Kontrola celna: Lubelski Urząd Celno-Skarbowy w Białej Podlaskiej, Oddział Celny w Hrebennem
- Graniczny Inspektorat Weterynarii w Korczowej - punkt kontroli w Hrebennem
- Graniczna Stacja Sanitarno-Epidemiologiczna w Hrebennem
- Wojewódzki Inspektorat Ochrony Roślin i Nasiennictwa w Lublinie – Oddział Graniczny w Hrubieszowie

Administracja przejścia:
- Zespół Drogowego i Kolejowego Przejścia Granicznego w Hrebennem podległy Lubelskiemu Zarządowi Obsługi Przejść Granicznych w Chełmie – Wydział Zamiejscowy w Zamościu (stan zatrudnienia – 32 osoby).

### Stanowiska odpraw, miejsca postojowe
Stan z 2 lutego 2016
Kontrola graniczna i celna osób i pojazdów odbywa się na pasach odpraw:
- Wjazd do RP
  - Samochody osobowe – 5 pasów w tym:
    - 3 pasy ruchu z oznaczeniem All Passports
    - 1 pas ruchu z oznaczeniem ob. UE, EOG, CH
    - 1 pas ruchu z oznaczeniem MRG

  - Autobusy – 1 pas w tym CC i PRIORYTY
  - Samochody ciężarowe – 3 pasy z oznaczeniem All Passports
- Wyjazd z RP
  - Samochody osobowe – 4 pasy
    - 1 pas ruch z oznaczeniem MRG
    - 1 pas ruchu z oznaczeniem All Passports,
    - 1 pas ruchu z oznaczeniem ob. UE, EOG, CH
    - 1 pas ruchu z oznaczeniem Tax Free/ All Passports

  - Autobusy – 1 pas, w tym CC i PRIORYTY, Tax Free e-service
  - Samochody ciężarowe – 3 pasy z oznaczeniem All Passports.

Dodatkowo, w południowej części przejścia granicznego znajduje się pas ruchu dla pojazdów ciężarowych (ponadgabarytowych) służący do odprawy zarówno na kierunku wjazdowym, jak i wyjazdowym z RP. W przypadku dużego natężenia ruchu, pas ten wykorzystywany jest również do odprawy samochodów osobowych na kierunku wyjazdowym z Polski na Ukrainę.
Łączna liczba stanowisk kontrolerskich w pawilonach kontroli paszportowo–celnej przy osobowych i towarowych pasach odpraw – 30 (po 15 dla obu służb) oraz dwa zespołowe stanowiska w budynkach odpraw celnych pasażerów autobusów.
Łączna liczba stanowisk kontrolerskich w dodatkowych pawilonach (7 szt.) przy pasach odpraw na platformie wjazdowej do RP, zbudowanych dla służb ukraińskich, które według wcześniejszych ustaleń miały realizować graniczną celną kontrolę wyjazdową z Ukrainy na polskim terytorium – 14.
Liczba stanowisk odpraw celnych towarów w innych pomieszczeniach (poza pasami odpraw) – 5 w przywozie i 3 w wywozie.
Liczba miejsc postojowych dla samochodów ciężarowych przed budynkami, w których dokonywane są odprawy celne towarów – 33 (w tym 3 dla pojazdów z materiałami niebezpiecznymi) na kierunku przywozowym i 18 na wywozowym (w tym 3 dla pojazdów z materiałami niebezpiecznymi).

### Elementy infrastruktury należące do przejścia granicznego
Stan z 2 lutego 2016
- Lądowisko dla śmigłowców (powierzchnia zabudowy – 1 340 m²)
- RTG stacjonarny do prześwietlania samochodów ciężarowych
- Stacjonarne monitory promieniowania typu bramkowego – 3 zestawy
- Zapory drogowe (szlabany) – 51 szt.
- Wagi – 6 dynamicznych i 2 statyczne
- Maszt antenowy.

### Infrastruktura usługowa
Stan z 2 lutego 2016
- Obsługa podróżnych:
  - izolatka/pomieszczenie do udzielenia choremu pierwszej pomocy (powierzchnia użytkowa – 37,80 m)
  - 3 agencje celne
  - filia banku
  - 6 kantorów wymiany walut
  - 2 bary
  - 17 automatów z napojami
  - 6 toalet publicznych (łącznie 44 kabiny i 23 pisuary).

### Obiekty kubaturowe
Stan z 2 lutego 2016
- Budynek główny służb: granicznej i celnej (2 479,88 m²)[b]
- Pawilony kontroli paszportowo–celnej przy pasach odpraw na obu kierunkach ruchu – 15 szt. dla polskich służb (łącznie 410,10 m²)[b]
- Dodatkowe pawilony kontroli paszportowo––celnej na kierunku wjazdowym do RP – 7 szt. dla służb ukraińskich (łącznie 191,38 m²)[b]
- Budynki odpraw pasażerów autobusów – 2 szt.(łącznie 296,56 m²)[b]
- Budynek służb: weterynaryjnej, fitosanitarnej, sanitarnej, kontroli jakości art. rolno–spożywczych (1 854 m²) z zadaszonymi rampami do rozładunku towarów
- Budynki kontroli szczegółowej samochodów ciężarowych i autobusów – 2 szt. (łącznie 1 319,08 m²)[b]
- Budynek kontroli szczegółowej samochodów osobowych – 2 szt. (łącznie 203,72 m²)[b]
- Pawilony kontroli wjazdu/wyjazdu, przeznaczone dla funkcjonariuszy celnych – 4 szt. (łącznie 32,48 m²)[b]
- Pawilony na rogatkach: wjazdowej i wyjazdowej – 2 szt.(łącznie 16,24 m²)[b]
- Budynek kontroli obecności istot żywych w profilach zamkniętych (159,90 m²)[b]
- Budynek magazynowy Oddziału Celnego (457,00 m²)[b]
- Budynek administratora i zaplecza technicznego przejścia (890,62 m²)[b]
- Budynki podmiotów komercyjnych – 2 szt. (łącznie 1 285,29 m²)[b]
- Wiaty nad pasami odpraw – 4 szt. (łącznie 11 918,84 m²)[b].

### Przejścia graniczne polsko-radzieckie
W okresie istnienia Związku Radzieckiego od 24 stycznia 1986 funkcjonował w tym miejscu punkt uproszczonego ruchu granicznego Hrebenne-Rawa Ruskaja gdzie ruch odbywał się na podstawie przepustek, a od 11 czerwca 1991 drogowe przejście graniczne Hrebenne. Czynne było przez całą dobę. Dopuszczony był ruch osobowy dla obywateli polskich i Związku Radzieckiego oraz towarowy dla obywateli Rzeczypospolitej Polskiej i Związku Radzieckiego.
1 stycznia 1964 funkcjonował punkt uproszczonego ruchu granicznego Hrebenne, w którym kontrolę graniczną i celną osób, towarów oraz środków transportu wykonywała 1 placówka WOP Hrebenne.
W październiku 1945 na granicy polsko-radzieckiej, w ramach tworzących się Wojsk Ochrony Pogranicza utworzono Przejściowy Punkt Kontrolny Lubycza (PPK Lubycza) – drogowy III kategorii. Przewidziany termin na 1 listopada 1945 nie został dotrzymany, dopiero do końca listopada 1945 zdołano go zorganizować o niepełnej obsadzie etatowej.

## Galeria

Przejście graniczne Hrebenne-Rawa Ruska (drogowe)
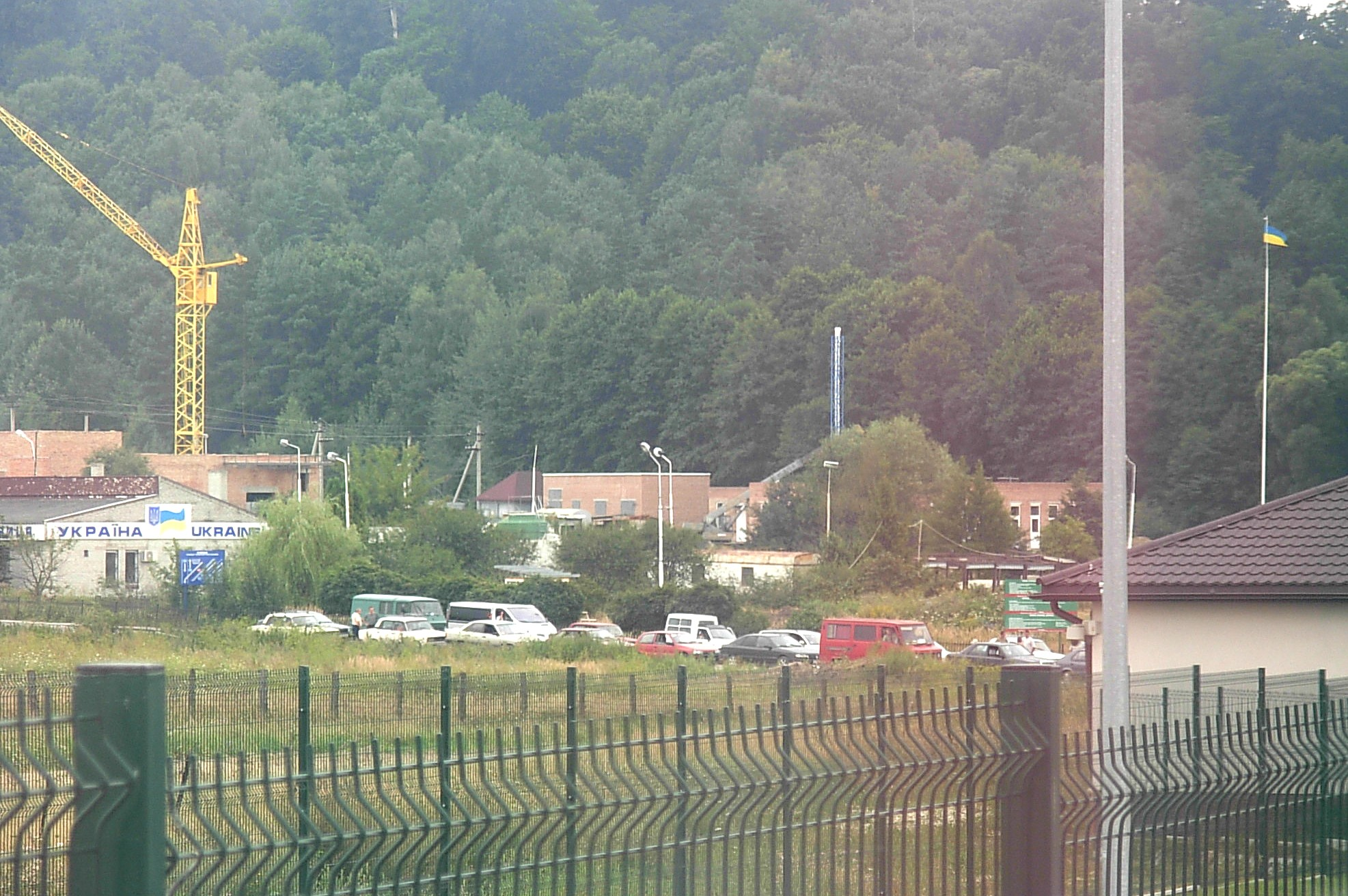
Widok od polskiej strony (sierpień 2007)
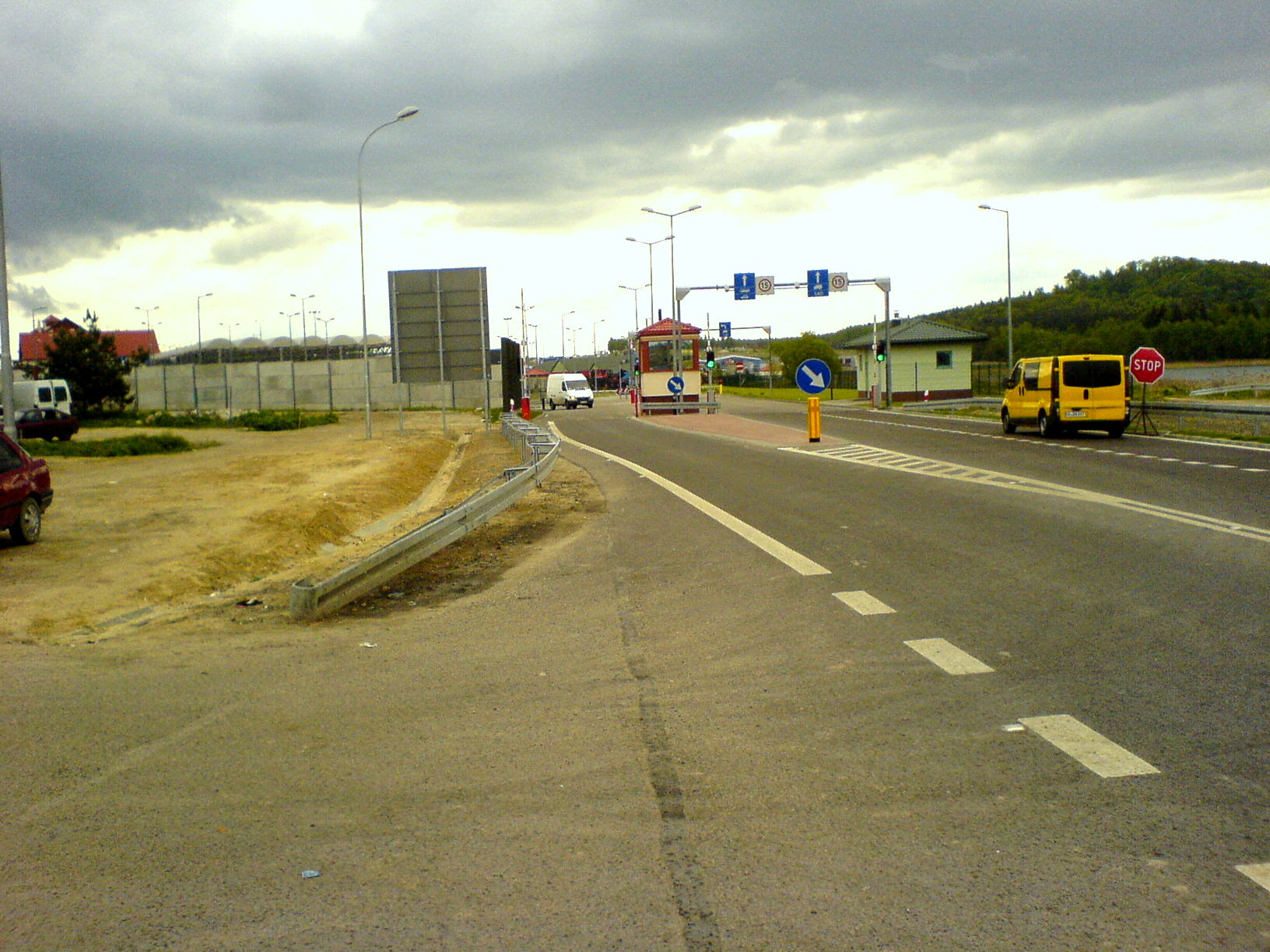
Widok od polskiej strony (maj 2008)
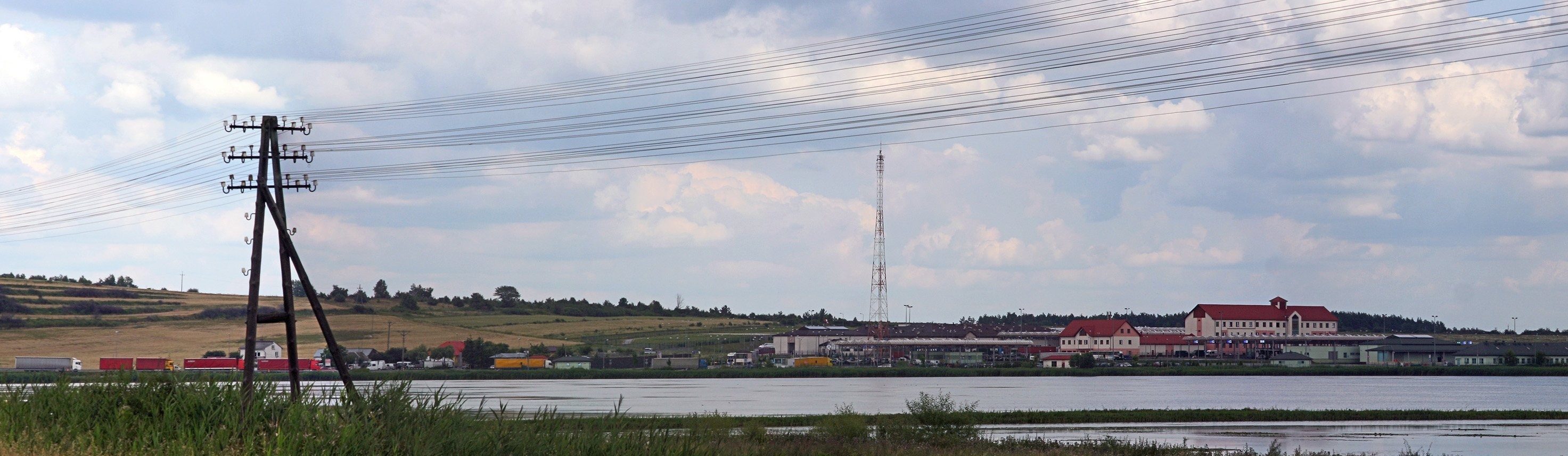
(lipiec 2013)

Stemple kontroli granicznej
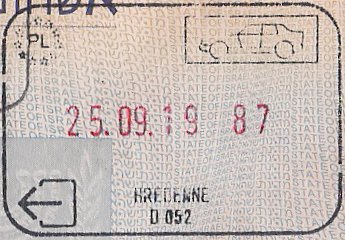
Polski stempel
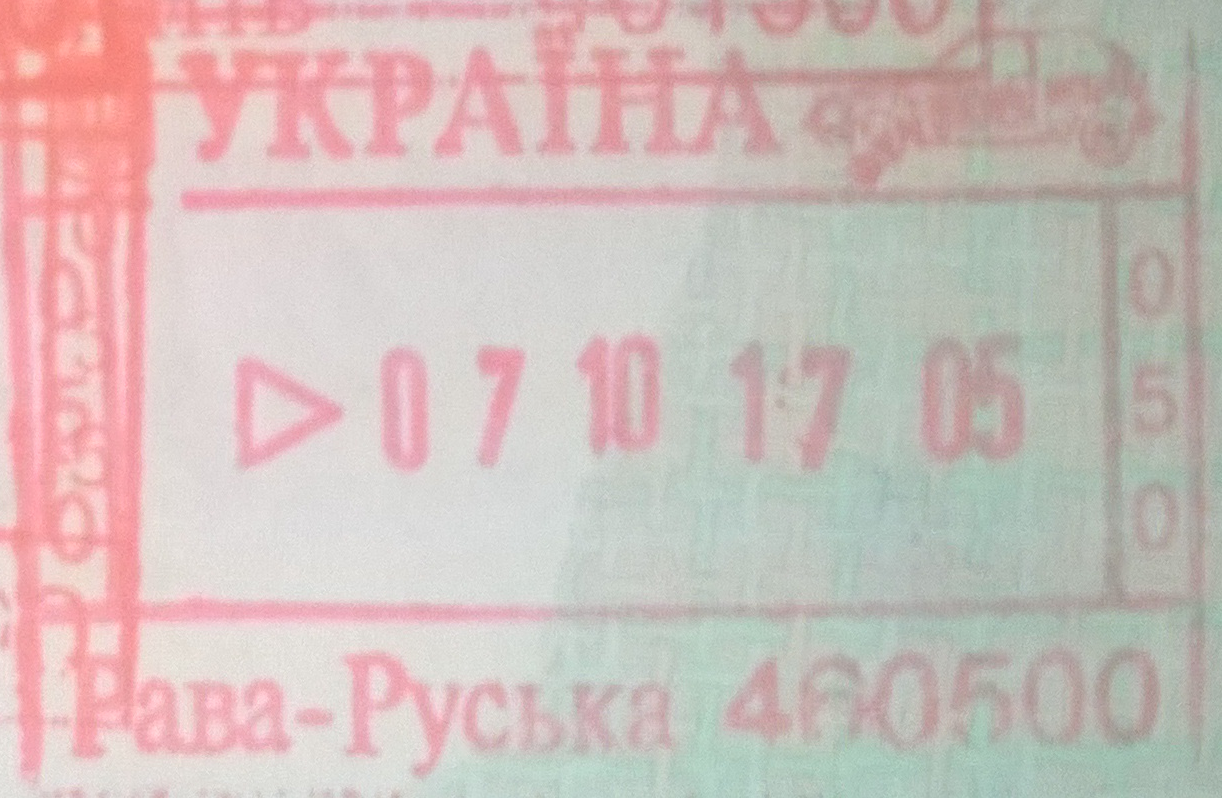
Ukraiński stempel